# Louâtre
Louâtre település Franciaországban, Aisne megyében. Lakosainak száma 189 fő (2022. január 1.). Louâtre Chouy, Corcy, Faverolles, Longpont, Saint-Rémy-Blanzy, Villers-Hélon és Montgobert községekkel határos.

## Népesség
A település népességének változása:
| Lakosok száma | 197  | 191  | 203  | 212  | 205  | 208  | 199  | 188  | 181  | 189  |
|               | 1968 | 1982 | 1990 | 2006 | 2013 | 2015 | 2017 | 2019 | 2020 | 2022 |